# Capilla de la Corte de San Petersburgo
La Capilla de la Corte de San Petersburgo (del ruso: Императорская Придворная певческая капелла) es la institución profesional de música más antigua de Rusia que sigue activa. Radicada en la ciudad de San Petersburgo, se fundó en 1479 por orden del zar Iván III de Rusia como el Coro Estatal de diáconos cantores. La institución actualmente comprende un coro, una orquesta y su propia sala de conciertos. Además tuvo un colegio de música, que ahora funciona de manera independiente de la Capilla de la Corte.
La Capilla está asociada a los gustos de Dmitri Bortnianski, Maksym Berezovsky, Mijaíl Glinka, Nikolái Rimski-Kórsakov y Anatoli Liádov.